# Józef Łastowski
Józef Łastowski (ur. 25 listopada 1907 w Miławie, zm. 30 maja 1986) – polski inżynier hutnik, poseł na Sejm PRL IV kadencji.

## Życiorys
Uzyskał wykształcenie wyższe, z zawodu inżynier hutnik. Pracował na stanowisku szefa produkcji w hucie Stalowa Wola. W 1955 wszedł w skład Społecznego Komitetu Budowy Hangaru na Lotnisku Stalowa Wola-Turbia, dzięki czemu w 1957 powstał Aeroklub Stalowowolski.
W 1965 uzyskał mandat posła na Sejm PRL IV kadencji z okręgu Tarnobrzeg, będąc członkiem Polskiej Zjednoczonej Partii Robotniczej. Zasiadał w Komisji Planu Gospodarczego, Budżetu i Finansów.
Został pochowany na cmentarzu komunalnym w Stalowej Woli (kwatera B/D/2).

## Ordery i odznaczenia
- Krzyż Kawalerski Orderu Odrodzenia Polski
- Złoty Krzyż Zasługi (27 stycznia 1952)[3]
- Srebrny Krzyż Zasługi (2 maja 1946)[4]
- Odznaka 1000-lecia Państwa Polskiego (1966)[5]
- tytuł „Zasłużony dla miasta Stalowa Wola” (1979)[6]